# ARTnews
«ARTnews» (англ. ARTnews) — щоквартальний американський журнал присвячений візуальному мистецтву. Штаб-квартира розташована в Нью-Йорку. Його статті присвячені різним темам: від античного до сучасного мистецтва; містить як новини та огляди виставок, так і профілі художників і колекціонерів; видає рейтинг «ARTNews Top 200».

## Історія і опис
Художній журнал «Hydes Weekly Art News» був заснований в 1902 році істориком мистецтва і критиком Джеймсом Кларенсом Гайдом, який працював в «New York World» і «Tribune»; спочатку він виходив одинадцять разів на рік. З 5 листопада 1904 по 10 лютого 1923 року журнал виходив під назвою «American Art News»; з лютого 1923 року під назвою «The Art News», а потім як «ARTnews». Критиками і кореспондентами журналу були мистецтвознавці Артур Данто, Лінда Яблонскі, Барбара Поллок, Маргарет Лок, Гіларі Шітс і Дуг МакКлемонт, а також — декан Єльської школи мистецтв Роберт Сторр та директор Нью-Йоркського музею сучасного мистецтва Гленн Лоурі.
У 1972 році Мілтон і Джудіт Естер придбали журнал, а в 1980 році він отримав премію Джорджа Полка в журналістиці; в квітні 2014 року Естер продали видання компанії «Skate Capital Corp». Пізніше з'ясувалося, що «Skate Capital» діяла від імені польської компанії «Abbey House», яка незабаром перейменувала себе в «ARTNEWS SA». Після зміни власника, в червні 2015 року, журнал об'єднався з виданням «Art in America», створеним в 1913 році і який належить компанії «BMP Media Holdings» (що є частиною холдингу «Brant Publication»). У жовтні того ж року «ARTnews» з щомісячного видання став щоквартальним. З червня 2016 року редакція стала базуватися в районі Сохо (Нью-Йорк).